# Lange Vliet
De Lange Vliet is een omstreeks 1385 gegraven watergang in de provincie Utrecht. Deze van zuid naar noord lopende vliet heeft een lengte van ruim 3 km. Het begin van deze vliet ligt in de polder Heicop ten zuiden van de autosnelweg A12 bij De Meern, en het einde ervan is de uitmonding in de Leidse Rijn, dicht bij de Meernbrug. De Lange Vliet ligt in de gemeente Utrecht. Het deel van deze vliet ten noorden van de A12 heeft een tweede naam: de Achtkantemolenvliet.

## Geschiedenis
De in de 11e en 12e eeuw ontgonnen polders bij De Meern voerden aanvankelijk hun overtollige water af naar de Rijn bij Harmelen. Dit gebeurde via een van oost naar west lopende wetering, de voorloper van de huidige Leidse Rijn. In een tweede fase werd ten zuiden van de reeds bestaande polders een serie nieuwe polders ontgonnen, waaronder de bovengenoemde polder Heicop. Deze polders lagen niet in de onmiddellijke nabijheid van een rivier; het probleem van de afwatering voor deze polders was dan ook uitdagender. Er leek een oplossing te komen in 1285, toen bij Vreeswijk een dam in de Hollandse IJssel werd gelegd. Deze rivier kon vanaf toen niet meer worden gevoed met het water uit de Lek, waardoor het waterpeil zakte. De mogelijkheid diende zich nu aan om deze rivier te gaan gebruiken voor de afwatering van de polders van de tweede ontginningsfase. Al spoedig werd de IJsselwetering gegraven; deze begon in de polder Heicop en mondde uit in de Hollandse IJssel bij IJsselstein. Na korte tijd bleek echter de IJssel te gaan verzanden ten gevolge van het gebrek aan stroming en de invloed van de wisseling van eb en vloed van de Noordzee. De noodzaak van een andere afvoerroute voor het polderwater diende zich nu aan. Dit gold niet alleen voor de polder Heicop, maar ook voor onder andere de naburige polder Reijerscop.
Gelijktijdig was er ook nog een ander probleem: de hogere ligging van het Utrechtse rivierengebied ten opzichte van de laag gelegen polders bij Woerden. Om die reden was omstreeks het jaar 1200 de Meerndijk tussen de rivieren de Rijn en de Hollandse IJssel aangelegd. Brak nu bijvoorbeeld de Lekdijk bij Vreeswijk door en liep het overstromingswater geleidelijk naar het westen, dan hield de Meerndijk dit tegen en bleven Woerden en omstreken hiervan gevrijwaard.
Ten slotte moest rekening worden gehouden met de beperkte afvoercapaciteit van de Oude Rijn. De langs deze rivier gelegen polders in het Graafschap Holland hadden al oplossingen bedacht die inhielden dat het polderwater via kanalen naar het noorden werd afgevoerd, waardoor de Oude Rijn werd ontlast. Om die reden was dit graafschap niet gediend van polderwater uit het Sticht Utrecht en eiste dan ook creatieve oplossingen aan die zijde.
Deze oplossingen kwamen er daadwerkelijk. Daarbij werd ook rekening gehouden met de wenselijkheid van het gescheiden houden van het water van de polders ten oosten van de Meerndijk met dat van de polders ten westen van deze waterkering. In 1385 werd toestemming gegeven voor het graven van een kanaal vanuit de polder Heicop naar de rivier de Vecht en in 1413 gebeurde hetzelfde voor een kanaal vanuit de polder Reijerscop ten zuiden van Harmelen naar de rivier de Amstel. Het eerste kanaal kreeg de naam Heicop, het tweede de naam Bijleveld. Het kanaal Heicop bedient de polders ten oosten van de Meerndijk en de Bijleveld de polders ten westen ervan. Omdat beide kanalen op zeker moment de Oude Rijn moesten kruisen, werd in de Oude Rijn tussen de beide kruispunten een dam gelegd, de Heldam geheten. Deze voorkwam dat water uit het iets hoger gelegen gebied van de Heicop terecht zou komen in het afwateringssysteem van de Bijleveld.

## De loop van de Heicop
Vanaf het beginpunt in de polder Heicop loopt het kanaal de Heicop over ruim 3 km naar het noorden. Dit deel van de Heicop draagt de naam Lange Vliet. Deze eindigt in de Oude Rijn, thans Leidse Rijn geheten, te De Meern. Vanaf hier volgt het polderwater over een afstand van 3 km de loop van de Oude Rijn naar het westen tot net vóór de Heldam. Daar slaat het polderwater rechtsaf. Vanaf dit punt draagt de hele verdere watergang de naam Heicop. Het eerste deel hiervan gaat naar Kasteel den Ham bij Vleuten, waar het uitmondt in de Vleutense Wetering, die in feite een overblijfsel is van de rivier de Rijn. Niet ver ten zuiden van Kasteel De Haar maakt deze een bocht naar links bij een punt dat bekend staat als De Wel. Van de andere kant komt bij De Wel het water van de Bijleveld aan, die eveneens gebruik maakt van de oude loop van de Rijn, maar dan 'stroomafwaarts'. Bij De Wel is de oude Rijnloop onderbroken, zodat Heicop en Bijleveld elkaar net niet raken. Op dit punt buigt zowel de Heicop als de Bijleveld naar dezelfde noordwestelijke richting. Ze lopen parallel met een tussenafstand van slechts enkele meters. Aan het verschil in waterstand is te zien dat het gaat om kanalen uit verschillende afwateringsgebieden. Verderop wordt de tussenafstand wat groter, namelijk enkele tientallen meters. Vanaf de Joostendam, even voorbij Kockengen, volgen beide kanalen hun eigen weg. De Bijleveld gaat hier rechtdoor, in de richting van De Ronde Venen; de Heicop slaat rechtsaf in de richting van Breukelen om daar uit te monden in de rivier de Vecht. De hier beschreven situatie is de oorspronkelijke middeleeuwse. Tussen De Wel en Kockengen zijn grote delen van beide kanalen niet meer aanwezig.
Centrum: Drift · Kromme Nieuwegracht · Nieuwegracht · Oudegracht · Plompetorengracht · Stadsbuitengracht

Overig: Achtkantemolenvliet · Alendorperwetering · Amsterdam-Rijnkanaal · Biltsche Grift · Blekersgracht · Bijleveld · Haarrijn · Heicop · Heren- of Moesgracht · Jutfase Wetering . Keulse Vaart · Koekoeksvaart · Kromme Rijn · Kruisvaart/Bloemgracht · Lange Vliet · Leidse Rijn · Liesveldse Wetering · Maria- of Kruisvaartdwarsgracht · Merwedekanaal · Middelwetering (Heicop) · Middelwetering (Vleuterweide) . Minstroom · Noorderstroom · Oosterstroom · Otterstroom · Oude Rijn · Oude Wetering . Reijerscopse Wetering . Rijn . Uraniumkanaal · Vaartsche Rijn · Vecht · Vikingrijn · Vleutense Wetering · Westerstroom · IJlandsche Wetering · IJsselwetering . Zwarte Water